# 田辺漁港
田辺漁港（たなべぎょこう）は、和歌山県田辺市にある漁港である。江川地区、湊地区、戎地区の3地区からなり、このうち江川地区は中型巻き網漁の基地港である。第3種漁港。

## 概要
- 管理者：和歌山県[2]
- 漁業協同組合：和歌山南[2]
- 漁港番号：3330020[2]
- 登録漁船：98隻[3]

## 沿革
明治15年（1882年）の『和歌山県統計書』によると、田辺市域においては江川、片町の2か所が、漁夫500人以上の漁浦として記録されていた。和歌山県は明治35年（1902年）に和歌山県漁業取締規則を発布し、漁業組合の設置を奨励した。これを受けて江川では明治36年（1903年）6月29日に「江川浦漁業組合」が誕生した。江川には大正期に漁獲物の共同販売所が設置されており、後に田辺湾の中心的な漁港に発展した。また片町には大正3年4月に「片町漁業組合」（大正末に片町漁業組合から戎漁業組合と改称した）が設立されている。
明治41年（1908年）、江川漁業組合の初代組合長を務める中村邦太郎らが、和歌山県知事の特命を受けて先進地であった静岡県の焼津で発動機船を視察し、帰郷して同様の漁船を建造したことから、田辺における漁船の動力化が始まった。発動機船の建造はこの後相次ぎ、カツオ漁やサンマ漁、マグロ漁にも動力漁船が用いられるようになった。大正期には田辺のカツオ漁はますます盛況となり、和歌山県における重要漁業の第一位を占めた。また、鰹節などの水産加工品の生産も盛んになり、田辺産の鰹生節は大阪で人気を博した。このころ、田辺市域において組合員数、漁業種類、漁獲高において突出していたのが江川浦漁業組合であり、次に芳養、戎が続いた。
第二次世界大戦後に、田辺市最大の漁港であった江川漁港と、戎漁港、湊漁港の3港が第2種漁港に指定された。
昭和21年（1946年）に発生した昭和南海地震により、漁港が多大な損害を受けた。江川港では地震による地盤沈下によって防潮堤が機能せず、台風の高波や会津川の洪水の危険に晒されることとなった。この出来事と漁業の近代化の必要性も相まって、近代的な港湾整備の必要性が唱えられるようになった。
昭和25年（1950年）3月に改正漁業法が施行され、昭和26年（1951年）8月21日には田辺（江川）港が第3種漁港に昇格した。昭和27年（1952年）には江川・戎・港の3つの漁港が統合・合併して「田辺漁港」と改称した。昭和36年（1961年）頃に巻き網漁が導入され、好成績を収めたことから田辺漁港の主流となった。このため、田辺漁港で水揚げされる代表的な魚種は一本釣り漁によるカツオから、巻き網漁によるアジ、サバへと変化した。昭和39年（1964年）、芳養、目良、江川、戎の4漁業協同組合が合併して、「田辺漁業協同組合」が設立し、田辺漁港では漁港や防波堤などの港湾整備が進んだ。また、卸売市場や水産物冷凍加工施設、漁村センターなどの施設も相次いで建設された。
田辺漁業協同組合は平成19年（2007年）4月1日に湊浦、白浜、日置、すさみの漁協と合併し、新たに「和歌山南漁業協同組合」が発足した。田辺漁港は現在、和歌山南漁業協同組合に属している。

## 主な魚種
- アジ
- サバ

## 主な漁業
- 巻き網漁業

## 所在地・アクセス
- 和歌山県田辺市江川桝潟町、元町、上屋敷町、湊
- きのくに線紀伊田辺駅